# ヴァプリオ・ダッダ
ヴァプリオ・ダッダ（伊: Vaprio d'Adda）は、イタリア共和国ロンバルディア州ミラノ県にある、人口約9,200人の基礎自治体（コムーネ）。

## 地理

### 地勢・地形
- 河川：アッダ川

### 位置・広がり

#### 隣接コムーネ
隣接するコムーネは以下の通り。
- カノーニカ・ダッダ (BG)
- カプリアーテ・サン・ジェルヴァージオ (BG)
- カッサーノ・ダッダ
- ファーラ・ジェーラ・ダッダ (BG)
- グレッツァーゴ
- ポッツォ・ダッダ
- トレッツォ・スッラッダ

### 地震分類
イタリアの地震リスク階級 (it) では、3 に分類される
。